# 玉林孔庙
22°37′43″N 110°08′47″E / 22.62861°N 110.14639°E
玉林孔庙位于中国广西壮族自治区玉林市玉州区解放路西段古定小学内，现仅存大成殿，1999年被列为市级文物保护单位，原属孔庙的大铁钟亦列为保护文物。
玉林孔庙始建于宋至道二年（996），元至元三年（1337）迁至现址。大成殿坐北朝南，占地面积约500平方米，殿前设月台。面阔五间(20.6米)，进深三间（13.3米），通高约13米，重檐歇山顶。2009年2月动工维修，2009年8月底完成修复工程。